# Biguo (köpinghuvudort i Kina, Shandong Sheng, lat 37,22, long 120,55)
Biguo (kinesiska: 毕郭, 毕郭镇) är en köpinghuvudort i Kina. Den ligger i provinsen Shandong, i den östra delen av landet, omkring 320 kilometer öster om provinshuvudstaden Jinan. Antalet invånare är 30 845. Befolkningen består av 15 364 kvinnor och 15 481 män. Barn under 15 år utgör 10,0 %, vuxna 15-64 år 72 %, och äldre över 65 år 16,0 %.
Runt Biguo är det tätbefolkat, med 530 invånare per kvadratkilometer. Närmaste större samhälle är Fushan, 19,9 km norr om Biguo. Trakten runt Biguo består till största delen av jordbruksmark.
Genomsnittlig årsnederbörd är 747 millimeter. Den regnigaste månaden är juli, med i genomsnitt 283 mm nederbörd, och den torraste är januari, med 11 mm nederbörd.